# Ficus dissipata
Ficus dissipata es una especie de planta del género Ficus, perteneciente a la familia Moraceae.

## Taxonomía
Ficus dissipata fue descrita por Edred John Henry Corner en 1967.

## Distribución
Se encuentra en el territorio de Islas Salomón.